# Jorge Sapelli
Jorge Sapelli (* 1926 in Montevideo; † 13. Januar 1996) war ein uruguayischer Politiker und Ingenieur.

## Politik
Der der Partido Colorado angehörende Sapelli hatte vom 11. Juni 1969 bis zum 1. März 1972 das Amt des uruguayischen Arbeitsministers inne. Unmittelbar im Anschluss daran war er bis zum 27. Juni 1973 Präsident des uruguayischen Senats. Damit war Sapelli, 1971 als solcher gewählt, Vize-Präsident von Uruguay 1972 bis 1973. Im Februar 1972 unterstützte er den Präsidenten Juan María Bordaberry in seiner Entscheidung die Verhandlungen mit den aufständischen Militärs zu beenden. Die Militärs hatten nicht hinzunehmende Forderungen gestellt. Als der Präsident im Juni 1973 entschied, das Parlament auf Druck der Militärs aufzulösen, trat Sapelli zurück, da er nicht mit dieser Entscheidung einverstanden war. Der Präsident selber blieb bis zu seinem Sturz 1976 auf seinem Posten, auch wenn die Militärs bereits 1973 eigentlich die Macht übernahmen.